# Brebbia
Brebbia je italská obec v provincii Varese v oblasti Lombardie. Území obce leží na břehu jezera Lago Maggiore.
K 31. prosinci 2011 zde žilo 3 357 obyvatel.

## Sousední obce
Besozzo, Ispra, Malgesso, Travedona-Monate, Cadrezzate